# 上海市市花

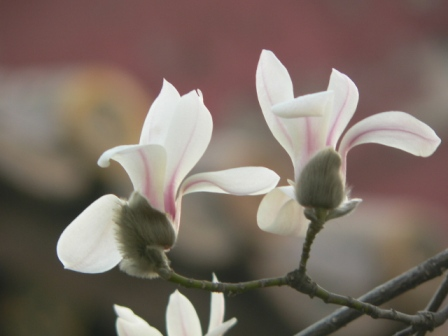
图为白玉兰

上海市市花是作为上海市象征的花，当前的上海市市花为白玉兰。

## 中华民国时期
1929年1月24日，上海特别市社会局以莲花、月季等作为市花候选对象，报请市长张定播裁定。同年2、3月期间，特别市政府决定先由市民投票以观民意。是年4月8日公布投票结果，在1.7万张有效选票中，当时未入市花候选名单的棉花竟以4567票居第一位，故市花遴选一事最终不了了之。

## 中华人民共和国时期
1983年4月由上海市园艺学会、上海市林学会、上海市植物学会联合发起，经上海市园林管理局、上海市农业局、上海市农业科学院、上海市房产局及有关单位园艺专家酝酿，提出月季、桃花、海棠、石榴、杜鹃、白玉兰等作为市花候选对象。同年在人民公园、中山公园、复兴公园、杨浦公园等11个公园设点，请市民投票评选。据所得10万多张票统计，以白玉兰得票最多，桃花居次。再经专家评议，初定白玉兰为市花，根据市园林管理局《关于推荐本市市花的报告》，上海市人民政府于1986年9月9日提请上海市人民代表大会常务委员会审议。1986年10月25日经第八届上海市人民代表大会常务委员会第二十四次会议决定白玉兰为上海市市花。白玉兰为木本花卉，原产于中国中部地区，在上海有长期栽培的历史。白玉兰在上海的气候下，每年的清明节前的3月下旬即盛开，是上海春天开花较早的一种花树。象征着“开路先锋、奋发向上”的精神。